# Den vite riddaren
Den vite riddaren är en svensk miniserie skriven av Jan Guillou och Leif G.W. Persson med Petra Nielsen i huvudrollen som Anna Holt. Släpptes på DVD den 15 juni 2011. 

## Handling
Det är sommar och valkampanjen inför höstens riksdagsval är i full gång. Under en demonstration utanför Utrikesdepartementet på Gustaf Adolfs torg i Stockholm blir en ung svart polisman i piketen som kommenderats dit ihjälskjuten av en okänd gärningsman från Kungliga Operans tak. Efter hand då fler dåd med rasistiska förtecken inträffar, upptäcker poliserna Anna Holt och Bo Jarnebring att den skyldige verkar ha full insyn i utredningen.

## I rollerna
- Petra Nielsen – Anna Holt
- Stig Engström – Bo Jarnebring
- Gert Fylking – Per Wennström
- Lars Green – Erik Ponti
- Stefan Ekman – Tomas Walthin
- Anna Lindholm – Eva Kipchoge
- Bernt Lindkvist – Näslund
- Kelly Tainton – Daniel Kipchoge
- Dan Johansson – Bergstedt
- Lars Edström – Egon Sjöberg
- Sten Ljunggren – Rikspolischefen
- Jacob Nordenson – Hans Weber
- Lakke Magnusson – Hans Borg
- Fredrik Hammar – Sokolowski
- Christer Söderlund – Eskilsson
- Gösta Bredefeldt – Nyhetschefen
- Claes Ljungmark – Statsministern
- Jan Nygren – Stålhandske
- Lena Hansson – Anna Holts mamma
- Anders Nyström – Rune Jansson
- Mikael Persbrandt – Hellman
- Anders Lönnbro – Erik Gyttorp
- Lennart Jähkel – Stork
- Mi Ridell – Jeanette Olsson (som Mi Pettersson)
- Carl Carlswärd – garagebiträdet
- Björn Bjelfvenstam – polis
- Bengt Blomgren – Professor Lindholm
- Loa Falkman - Jan-Erik Bergström

## Om produktionen
Premiäravsnittet visades på Kanal 1 19 april 1994.
Serien är en crossover mellan flera olika fiktiva romanvärldar skapade av Jan Guillou och Leif GW Persson. Bland andra återkommer karaktärerna poliskommissarien Bo Jarnebring (från Persson) och journalisten Erik Ponti (från Guillou). En annan medverkande rollfigur från Guillou är högerpopulisten Erik Gyttorp, från Genombrottet, som i den här serien är partiledare för Ny demokrati.
Återigen travesterar manusförfattarna också verkliga personer, bland annat med de fiktiva polischeferna Erik Björnstedt (rikspolischef) och Henrik P. Näslund (polisöverintendent vid SÄPO), som förmodas ha de verkliga motsvarigheterna Björn Eriksson och P-G Näss som förlagor. Detta grepp, som synes vara en satirisk blinkning mot landets polisledning, var även mycket framträdande i Guillous romaner om Carl Hamilton.